# Koforidua
Koforidua es la capital de Ghana Oriental, en el país de Ghana. Tiene una población de 87.315 habitantes (2000). La ciudad fue fundada en 1875 y funciona como un punto comercial en Ghana.
Próximo a la ciudad se encuentra el lago Volta, el lago hecho por el hombre más grande del mundo.
- Datos: Q406358
- Multimedia: Koforidua / Q406358